# Élections départementales de 2015 dans les Vosges
Les élections départementales ont eu lieu les 22 et 29 mars 2015.

## Contexte départemental

### Assemblée départementale sortante
Avant les élections, le conseil général des Vosges est présidé par Christian Poncelet (UMP). Il comprend 31 conseillers généraux issus des 31 cantons des Vosges. Après le redécoupage cantonal de 2014, ce sont 34 conseillers qui seront élus au sein des 17 nouveaux cantons des Vosges.
| Parti                                | Sigle | Sigle | Élus |
| ------------------------------------ | ----- | ----- | ---- |
| Majorité (21 sièges)                 |       |       |      |
| Union pour un mouvement populaire    |       | UMP   | 16   |
| Divers droite                        |       | DVD   | 4    |
| Union des démocrates et indépendants |       | UDI   | 1    |
| Opposition (10 sièges)               |       |       |      |
| Parti socialiste                     |       | PS    | 9    |
| Parti de gauche                      |       | PG    | 1    |
| Président du conseil général         |       |       |      |
| Christian Poncelet (UMP)             |       |       |      |

### Assemblée départementale élue
Le 2 avril 2015, François Vannson (UMP) est élu avec 29 voix au poste de Président du conseil départemental des Vosges.
| Parti                              | Sigle | Sigle | Élus |
| ---------------------------------- | ----- | ----- | ---- |
| Majorité (30 sièges)               |       |       |      |
| Union pour un mouvement populaire  |       | UMP   | 8    |
| Divers droite                      |       | DVD   | 22   |
| Opposition (4 sièges)              |       |       |      |
| Parti socialiste                   |       | PS    | 2    |
| Divers gauche                      |       | DVG   | 2    |
| Président du conseil départemental |       |       |      |
| François Vannson (UMP)             |       |       |      |

## Résultats à l'échelle du département

### Résultats par nuances du ministère de l'Intérieur
Les nuances utilisées par le ministère de l'Intérieur ne tiennent pas compte des alliances locales.
| Binômes     | Binômes            | Premier tour | Premier tour | Second tour | Second tour | Sièges |
| Binômes     | Binômes            | Voix         | %            | Voix        | %           | Sièges |
| ----------- | ------------------ | ------------ | ------------ | ----------- | ----------- | ------ |
|             | DVD                | 47 898       | 33,95 %      | 35 327      | 31,86 %     | 20     |
|             | UMP                | 11 591       | 8,22 %       | 17 966      | 16,20 %     | 8      |
|             | Union de la droite | 4 634        | 3,28 %       | 4 983       | 4,49 %      | 2      |
|             | UDI                | 1 185        | 0,84 %       |             |             |        |
|             | DLF                | 301          | 0,21 %       |             |             |        |
| Droite      | Droite             | 65 609       | 46,50 %      | 58 276      | 52,55 %     | 30     |
|             |                    |              |              |             |             |        |
|             | DVG                | 11 941       | 8,46 %       | 7 343       | 6,62 %      | 2      |
|             | Union de la gauche | 7 057        | 5,00 %       | 4 437       | 4,00 %      | 2      |
|             | PS                 | 6 896        | 4,89 %       | 6 399       | 5,77 %      | 0      |
|             | PCF                | 3 963        | 2,81 %       |             |             |        |
|             | FG                 | 2 114        | 1,50 %       |             |             |        |
|             | EÉLV               | 700          | 0,50 %       |             |             |        |
| Gauche      | Gauche             | 32 671       | 23,16 %      | 18 179      | 16,39 %     | 4      |
|             |                    |              |              |             |             |        |
|             | FN                 | 42 629       | 30,22 %      | 34 430      | 31,05 %     | 0      |
|             |                    |              |              |             |             |        |
| Inscrits    | Inscrits           | 284 403      | 100,00       | 239 070     | 100,00      |        |
| Abstentions | Abstentions        | 134 594      | 47,33 %      | 116 132     | 48,58 %     |        |
| Votants     | Votants            | 149 809      | 52,67 %      | 122 938     | 51,42 %     |        |
| Blancs      | Blancs             | 8 459        | 4,03 %       | 5 298       | 6,88 %      |        |
| Nuls        | Nuls               | 2 695        | 1,80 %       | 3 594       | 2,92 %      |        |
| Exprimés    | Exprimés           | 141 077      | 94,17 %      | 110 885     | 90,20 %     |        |

### Analyses
La droite et le centre, avec 52,55 % des suffrages au second tour, remportent 15 des 17 cantons du département, soit 30 sièges au conseil départemental. La gauche, avec 16,39 % des suffrages, obtient les 2 cantons restants, soit 4 sièges. Le Front national, malgré 31,05 % des voix, n'obtient aucun siège.
Le département reste à droite, avec l'élection de François Vannson (UMP) à la présidence du conseil départemental, succédant à Christian Poncelet (UMP) qui prend sa retraite.

### Résultats par canton
| Canton                     | Conseiller sortant          | Parti                 | Parti       | Conseillers élus            | Parti             | Parti             |
| -------------------------- | --------------------------- | --------------------- | ----------- | --------------------------- | ----------------- | ----------------- |
| Bains-les-Bains            | Frédéric Drevet*            |                       | PS          | Canton supprimé             | Canton supprimé   | Canton supprimé   |
| La Bresse                  | Canton créé                 | Canton créé           | Canton créé | Jérôme Mathieu              |                   | UMP               |
| La Bresse                  | Canton créé                 | Canton créé           | Canton créé | Brigitte Vanson             |                   | UMP               |
| Brouvelieures              | Étienne Pourcher*           |                       | PS          | Canton supprimé             | Canton supprimé   | Canton supprimé   |
| Bruyères                   | Christian Tarantola         |                       | PS          | Bernadette Poirat           |                   | PS                |
| Bruyères                   | Christian Tarantola         | Christian Tarantola   | PS          |                             | PS                |                   |
| Bulgnéville                | Luc Gerecke                 |                       | UDI         | Canton supprimé             | Canton supprimé   | Canton supprimé   |
| Charmes                    | Gilbert Didierjean*         |                       | DVD         | Martine Boulliat            |                   | DVD               |
| Charmes                    | Gilbert Didierjean*         | Robert Colin          | DVD         |                             | DVD               |                   |
| Châtel-sur-Moselle         | Colette Marchal*            |                       | NC-UDI      | Cantons supprimés           | Cantons supprimés | Cantons supprimés |
| Châtenois                  | Jean-Pierre Florentin*      |                       | UMP         | Cantons supprimés           | Cantons supprimés | Cantons supprimés |
| Corcieux                   | Guy Martinache              |                       | UMP         | Cantons supprimés           | Cantons supprimés | Cantons supprimés |
| Coussey                    | Claude Philippe*            |                       | UMP         | Cantons supprimés           | Cantons supprimés | Cantons supprimés |
| Darney                     | Yannick Dars*               |                       | UMP         | Alain Roussel               |                   | DVD               |
| Darney                     | Yannick Dars*               | Carole Thiebaut-Gaudé | UMP         |                             | DVD               |                   |
| Dompaire                   | Gérard Marulier*            |                       | DVD         | Cantons supprimés           | Cantons supprimés | Cantons supprimés |
| Épinal-Est                 | François-Xavier Huguenot    |                       | PS          | Cantons supprimés           | Cantons supprimés | Cantons supprimés |
| Épinal-Ouest               | Yvon Eugé*                  |                       | DVD         | Cantons supprimés           | Cantons supprimés | Cantons supprimés |
| Épinal-1                   | Canton créé                 | Canton créé           | Canton créé | Ghislaine Jeandel-Ballongue |                   | DVD               |
| Épinal-1                   | Canton créé                 | Canton créé           | Canton créé | Yannick Villemin            |                   | DVD               |
| Épinal-2                   | Canton créé                 | Canton créé           | Canton créé | Régine Begel                |                   | UMP               |
| Épinal-2                   | Canton créé                 | Canton créé           | Canton créé | Benoît Jourdain             |                   | UMP               |
| Fraize                     | Jean Claude                 |                       | PS          | Canton supprimé             | Canton supprimé   | Canton supprimé   |
| Gérardmer                  | Gilbert Poirot              |                       | PG          | Éliane Ferry                |                   | DVD               |
| Gérardmer                  | Gilbert Poirot              | Guy Martinache        | PG          |                             | DVD               |                   |
| Golbey                     | Canton créé                 | Canton créé           | Canton créé | Raphaëla Canteri            |                   | DVD               |
| Golbey                     | Canton créé                 | Canton créé           | Canton créé | Dominique Momon             |                   | DVD               |
| Lamarche                   | Gérard Sancho*              |                       | UMP         | Canton supprimé             | Canton supprimé   | Canton supprimé   |
| Mirecourt                  | Patrice Jamis               |                       | PS          | Nathalie Babouhot           |                   | UMP               |
| Mirecourt                  | Patrice Jamis               | Guy Sauvage           | PS          |                             | UMP               |                   |
| Monthureux-sur-Saône       | Alain Roussel               |                       | UMP         | Canton supprimé             | Canton supprimé   | Canton supprimé   |
| Neufchâteau                | Simon Leclerc               |                       | UMP         | Dominique Humbert           |                   | DVD               |
| Neufchâteau                | Simon Leclerc               | Simon Leclerc         | UMP         |                             | DVD               |                   |
| Plombières-les-Bains       | Philippe Faivre             |                       | UMP         | Cantons supprimés           | Cantons supprimés | Cantons supprimés |
| Provenchères-sur-Fave      | Jean-Guy Ruhlmann*          |                       | UMP         | Cantons supprimés           | Cantons supprimés | Cantons supprimés |
| Rambervillers              | Martine Gimmilaro-Weitmann* |                       | UMP         | Cantons supprimés           | Cantons supprimés | Cantons supprimés |
| Raon-l'Étape               | Michel Humbert*             |                       | PS          | Benoît Pierrat              |                   | DVG               |
| Raon-l'Étape               | Michel Humbert*             | Roseline Pierrel      | PS          |                             | DVG               |                   |
| Remiremont                 | Christian Poncelet*         |                       | UMP         | Valérie Jankowski           |                   | UMP               |
| Remiremont                 | Christian Poncelet*         | François Vannson      | UMP         |                             | UMP               |                   |
| Saint-Dié-des-Vosges-Est   | Roland Bédel*               |                       | NC-UDI      | Cantons supprimés           | Cantons supprimés | Cantons supprimés |
| Saint-Dié-des-Vosges-Ouest | William Mathis              |                       | UMP         | Cantons supprimés           | Cantons supprimés | Cantons supprimés |
| Saint-Dié-des-Vosges-1     | Canton créé                 | Canton créé           | Canton créé | Martine Gimmillaro          |                   | DVD               |
| Saint-Dié-des-Vosges-1     | Canton créé                 | Canton créé           | Canton créé | William Mathis              |                   | DVD               |
| Saint-Dié-des-Vosges-2     | Canton créé                 | Canton créé           | Canton créé | Roland Bedel                |                   | DVD               |
| Saint-Dié-des-Vosges-2     | Canton créé                 | Canton créé           | Canton créé | Caroline Privat             |                   | DVD               |
| Saulxures-sur-Moselotte    | Élise Calais                |                       | PS          | Cantons supprimés           | Cantons supprimés | Cantons supprimés |
| Senones                    | Jean-Luc Bévérina*          |                       | PS          | Cantons supprimés           | Cantons supprimés | Cantons supprimés |
| Le Thillot                 | Dominique Peduzzi           |                       | DVD         | Catherine Louis             |                   | DVD               |
| Le Thillot                 | Dominique Peduzzi           | Dominique Peduzzi     | DVD         |                             | DVD               |                   |
| Val-d'Ajol                 | Canton créé                 | Canton créé           | Canton créé | Philippe Faivre             |                   | DVD               |
| Val-d'Ajol                 | Canton créé                 | Canton créé           | Canton créé | Véronique Marcot            |                   | DVD               |
| Vittel                     | Jean-Jacques Gaultier*      |                       | UMP         | Luc Gerecke                 |                   | UDI               |
| Vittel                     | Jean-Jacques Gaultier*      | Claudie Pruvost       | UMP         |                             | DVD               |                   |
| Xertigny                   | Jackie Pierre*              |                       | UMP         | Canton supprimé             | Canton supprimé   | Canton supprimé   |

* Conseillers généraux sortants ne se représentant pas

## Résultats par canton

### Canton de La Bresse
| Candidats            | Candidats         | Partis      | Partis      | Premier tour | Premier tour | Second tour | Second tour |
| Candidats            | Candidats         | Partis      | Partis      | Voix         | %            | Voix        | %           |
| -------------------- | ----------------- | ----------- | ----------- | ------------ | ------------ | ----------- | ----------- |
| 1                    | Isabelle Arnould  |             | FG          | 673          | 6,65         |             |             |
| 1                    | Jean Pierrel      |             | FG          | 673          | 6,65         |             |             |
| 2                    | Didier Houot      |             | DVD         | 1 682        | 16,63        |             |             |
| 2                    | Denise Stappiglia |             | DVD         | 1 682        | 16,63        |             |             |
| 3                    | Jérôme Mathieu    |             | UMP         | 3 048        | 30,14        | 5 226       | 58,59       |
| 3                    | Brigitte Vanson   |             | UMP         | 3 048        | 30,14        | 5 226       | 58,59       |
| 4                    | Elise Calais*     |             | PS          | 2 414        | 23,87        | 3 693       | 41,41       |
| 4                    | Maurice Claudel   |             | PS          | 2 414        | 23,87        | 3 693       | 41,41       |
| 5                    | Marina Collin     |             | FN          | 2 296        | 22,70        |             |             |
| 5                    | Michel Vinel      |             | FN          | 2 296        | 22,70        |             |             |
|                      |                   |             |             |              |              |             |             |
| Inscrits             | Inscrits          | Inscrits    | Inscrits    | 19 052       | 100,00       | 19 052      | 100,00      |
| Abstentions          | Abstentions       | Abstentions | Abstentions | 8 401        | 44,10        | 9 094       | 47,73       |
| Votants              | Votants           | Votants     | Votants     | 10 651       | 55,90        | 9 958       | 52,27       |
| Blancs               | Blancs            | Blancs      | Blancs      | 408          | 3,83         | 722         | 7,25        |
| Nuls                 | Nuls              | Nuls        | Nuls        | 130          | 1,22         | 317         | 3,18        |
| Exprimés             | Exprimés          | Exprimés    | Exprimés    | 10 113       | 94,95        | 8 919       | 89,57       |
| * conseiller sortant |                   |             |             |              |              |             |             |

### Canton de Bruyères
| Candidats            | Candidats                | Partis      | Partis      | Premier tour | Premier tour | Second tour | Second tour |
| Candidats            | Candidats                | Partis      | Partis      | Voix         | %            | Voix        | %           |
| -------------------- | ------------------------ | ----------- | ----------- | ------------ | ------------ | ----------- | ----------- |
| 1                    | Patrick Cunin            |             | FN          | 2 751        | 33,61        | 3 364       | 43,12       |
| 1                    | Audrey Erb               |             | FN          | 2 751        | 33,61        | 3 364       | 43,12       |
| 2                    | Bernadette Poirat        |             | PS          | 2 010        | 24,56        | 4 437       | 56,88       |
| 2                    | Christian Tarantola*     |             | PS          | 2 010        | 24,56        | 4 437       | 56,88       |
| 3                    | Guy Colne                |             | UMP         | 1 115        | 13,62        |             |             |
| 3                    | Michèle Peltier          |             | UMP         | 1 115        | 13,62        |             |             |
| 4                    | Yves Bonjean             |             | DVD         | 1 835        | 22,42        |             |             |
| 4                    | Élisabeth Klipfel        |             | DVD         | 1 835        | 22,42        |             |             |
| 5                    | Sylvie Demangeon-Germain |             | FG          | 473          | 5,78         |             |             |
| 5                    | Claude Galimard          |             | FG          | 473          | 5,78         |             |             |
|                      |                          |             |             |              |              |             |             |
| Inscrits             | Inscrits                 | Inscrits    | Inscrits    | 15 603       | 100,00       | 15 581      | 100,00      |
| Abstentions          | Abstentions              | Abstentions | Abstentions | 6 962        | 44,62        | 6 894       | 44,25       |
| Votants              | Votants                  | Votants     | Votants     | 8 641        | 55,38        | 8 687       | 55,75       |
| Blancs               | Blancs                   | Blancs      | Blancs      | 335          | 3,88         | 654         | 7,53        |
| Nuls                 | Nuls                     | Nuls        | Nuls        | 122          | 1,41         | 232         | 2,67        |
| Exprimés             | Exprimés                 | Exprimés    | Exprimés    | 8 184        | 94,71        | 7 801       | 89,80       |
| * conseiller sortant |                          |             |             |              |              |             |             |

### Canton de Charmes
| Candidats   | Candidats                  | Partis      | Partis      | Premier tour | Premier tour | Second tour | Second tour |
| Candidats   | Candidats                  | Partis      | Partis      | Voix         | %            | Voix        | %           |
| ----------- | -------------------------- | ----------- | ----------- | ------------ | ------------ | ----------- | ----------- |
| 1           | Jocelyne Jabrin            |             | FN          | 2 643        | 36,23        | 3 267       | 47,19       |
| 1           | Stéphane Perry             |             | FN          | 2 643        | 36,23        | 3 267       | 47,19       |
| 2           | Thierry Chapelier          |             | PS          | 1 411        | 19,34        |             |             |
| 2           | Christine Fromaigeat       |             | PS          | 1 411        | 19,34        |             |             |
| 3           | Martine Boulliat           |             | DVD         | 1 626        | 22,29        | 3 656       | 52,81       |
| 3           | Robert Colin               |             | DVD         | 1 626        | 22,29        | 3 656       | 52,81       |
| 4           | Adrien Cloquard            |             | DVD         | 1 181        | 16,19        |             |             |
| 4           | Marie-Christine Finot      |             | DVD         | 1 181        | 16,19        |             |             |
| 5           | Michel Bouclainville       |             | PCF         | 435          | 5,96         |             |             |
| 5           | Claudine Girot-Mangeonjean |             | PCF         | 435          | 5,96         |             |             |
|             |                            |             |             |              |              |             |             |
| Inscrits    | Inscrits                   | Inscrits    | Inscrits    | 15 094       | 100,00       | 15 097      | 100,00      |
| Abstentions | Abstentions                | Abstentions | Abstentions | 7 214        | 47,79        | 7 186       | 47,60       |
| Votants     | Votants                    | Votants     | Votants     | 7 880        | 52,21        | 7 911       | 52,40       |
| Blancs      | Blancs                     | Blancs      | Blancs      | 375          | 4,76         | 751         | 9,49        |
| Nuls        | Nuls                       | Nuls        | Nuls        | 209          | 2,65         | 237         | 3,00        |
| Exprimés    | Exprimés                   | Exprimés    | Exprimés    | 7 296        | 92,59        | 6 923       | 87,51       |

### Canton de Darney
| Candidats            | Candidats             | Partis      | Partis      | Premier tour | Premier tour |
| Candidats            | Candidats             | Partis      | Partis      | Voix         | %            |
| -------------------- | --------------------- | ----------- | ----------- | ------------ | ------------ |
| 1                    | Alain Roussel*        |             | DVD         | 4 446        | 56,84        |
| 1                    | Carole Thiebaut-gaudé |             | DVD         | 4 446        | 56,84        |
| 2                    | Olivier Suter         |             | DVG         | 926          | 11,84        |
| 2                    | Fanny Theis           |             | DVG         | 926          | 11,84        |
| 3                    | Christophe Alexandre  |             | FN          | 2 450        | 31,32        |
| 3                    | Élodie Voirin         |             | FN          | 2 450        | 31,32        |
|                      |                       |             |             |              |              |
| Inscrits             | Inscrits              | Inscrits    | Inscrits    | 14 464       | 100,00       |
| Abstentions          | Abstentions           | Abstentions | Abstentions | 6 068        | 41,95        |
| Votants              | Votants               | Votants     | Votants     | 8 396        | 58,05        |
| Blancs               | Blancs                | Blancs      | Blancs      | 378          | 4,50         |
| Nuls                 | Nuls                  | Nuls        | Nuls        | 196          | 2,33         |
| Exprimés             | Exprimés              | Exprimés    | Exprimés    | 7 822        | 93,16        |
| * conseiller sortant |                       |             |             |              |              |

### Canton d'Épinal-1
| Candidats   | Candidats                   | Partis      | Partis      | Premier tour | Premier tour | Second tour | Second tour |
| Candidats   | Candidats                   | Partis      | Partis      | Voix         | %            | Voix        | %           |
| ----------- | --------------------------- | ----------- | ----------- | ------------ | ------------ | ----------- | ----------- |
| 1           | Valérie-Anne Le Gall        |             | FG          | 968          | 12,29        |             |             |
| 1           | Fabrice Pisias              |             | FG          | 968          | 12,29        |             |             |
| 2           | Ghislaine Jeandel-Ballongue |             | DVD         | 3 519        | 44,67        | 4 983       | 69,76       |
| 2           | Yannick Villemin            |             | DVD         | 3 519        | 44,67        | 4 983       | 69,76       |
| 3           | Bernard Binamé              |             | DVG         | 1 174        | 14,90        |             |             |
| 3           | Martine François            |             | DVG         | 1 174        | 14,90        |             |             |
| 4           | Lise Claudepierre           |             | FN          | 2 217        | 28,14        | 2 160       | 30,24       |
| 4           | Romain Patenay              |             | FN          | 2 217        | 28,14        | 2 160       | 30,24       |
|             |                             |             |             |              |              |             |             |
| Inscrits    | Inscrits                    | Inscrits    | Inscrits    | 16 615       | 100,00       | 16 615      | 100,00      |
| Abstentions | Abstentions                 | Abstentions | Abstentions | 8 314        | 50,04        | 8 708       | 52,41       |
| Votants     | Votants                     | Votants     | Votants     | 8 301        | 49,96        | 7 907       | 47,59       |
| Blancs      | Blancs                      | Blancs      | Blancs      | 317          | 3,82         | 553         | 6,99        |
| Nuls        | Nuls                        | Nuls        | Nuls        | 106          | 1,28         | 211         | 2,67        |
| Exprimés    | Exprimés                    | Exprimés    | Exprimés    | 7 878        | 94,90        | 7 143       | 90,34       |

### Canton d'Épinal-2
| Candidats            | Candidats                 | Partis      | Partis      | Premier tour | Premier tour | Second tour | Second tour |
| Candidats            | Candidats                 | Partis      | Partis      | Voix         | %            | Voix        | %           |
| -------------------- | ------------------------- | ----------- | ----------- | ------------ | ------------ | ----------- | ----------- |
| 1                    | Pierre-Jean Robinot       |             | FN          | 1 935        | 24,82        |             |             |
| 1                    | Audrey Segovia            |             | FN          | 1 935        | 24,82        |             |             |
| 2                    | Régine Begel              |             | UMP         | 3 110        | 39,90        | 3 924       | 57,71       |
| 2                    | Benoît Jourdain           |             | UMP         | 3 110        | 39,90        | 3 924       | 57,71       |
| 3                    | François-Xavier Huguenot* |             | DVG         | 2 050        | 26,30        | 2 876       | 42,29       |
| 3                    | Marylène Mordasini        |             | DVG         | 2 050        | 26,30        | 2 876       | 42,29       |
| 4                    | Gilles Bilot              |             | EÉLV        | 700          | 8,98         |             |             |
| 4                    | Isabelle Lagneaux         |             | EÉLV        | 700          | 8,98         |             |             |
|                      |                           |             |             |              |              |             |             |
| Inscrits             | Inscrits                  | Inscrits    | Inscrits    | 16 959       | 100,00       | 16 959      | 100,00      |
| Abstentions          | Abstentions               | Abstentions | Abstentions | 8 714        | 51,38        | 9 290       | 54,78       |
| Votants              | Votants                   | Votants     | Votants     | 8 245        | 48,62        | 7 669       | 45,22       |
| Blancs               | Blancs                    | Blancs      | Blancs      | 316          | 3,83         | 599         | 7,81        |
| Nuls                 | Nuls                      | Nuls        | Nuls        | 134          | 1,63         | 270         | 3,52        |
| Exprimés             | Exprimés                  | Exprimés    | Exprimés    | 7 795        | 94,54        | 6 800       | 88,67       |
| * conseiller sortant |                           |             |             |              |              |             |             |

### Canton de Gérardmer
| Candidats            | Candidats           | Partis      | Partis      | Premier tour | Premier tour | Second tour | Second tour |
| Candidats            | Candidats           | Partis      | Partis      | Voix         | %            | Voix        | %           |
| -------------------- | ------------------- | ----------- | ----------- | ------------ | ------------ | ----------- | ----------- |
| 1                    | Éliane Ferry        |             | DVD         | 2 714        | 26,98        | 5 857       | 63,82       |
| 1                    | Guy Martinache*     |             | DVD         | 2 714        | 26,98        | 5 857       | 63,82       |
| 2                    | Gilles Laurent      |             | FN          | 2 942        | 29,24        | 3 320       | 36,18       |
| 2                    | Valérie Ritter      |             | FN          | 2 942        | 29,24        | 3 320       | 36,18       |
| 3                    | Nadine Bassière     |             | DVG         | 1 859        | 18,48        |             |             |
| 3                    | Jean Claude*        |             | DVG         | 1 859        | 18,48        |             |             |
| 4                    | Jean-Claude Goeury  |             | PCF         | 518          | 5,15         |             |             |
| 4                    | Michèle Grüner      |             | PCF         | 518          | 5,15         |             |             |
| 5                    | Gilbert Poirot*     |             | DVG         | 2 027        | 20,15        |             |             |
| 5                    | Jacqueline Valentin |             | DVG         | 2 027        | 20,15        |             |             |
|                      |                     |             |             |              |              |             |             |
| Inscrits             | Inscrits            | Inscrits    | Inscrits    | 20 474       | 100,00       | 20 474      | 100,00      |
| Abstentions          | Abstentions         | Abstentions | Abstentions | 9 871        | 48,21        | 9 862       | 48,17       |
| Votants              | Votants             | Votants     | Votants     | 10 603       | 51,79        | 10 612      | 51,83       |
| Blancs               | Blancs              | Blancs      | Blancs      | 386          | 3,64         | 1 075       | 10,13       |
| Nuls                 | Nuls                | Nuls        | Nuls        | 157          | 1,48         | 360         | 3,39        |
| Exprimés             | Exprimés            | Exprimés    | Exprimés    | 10 060       | 94,88        | 9 177       | 86,48       |
| * conseiller sortant |                     |             |             |              |              |             |             |

### Canton de Golbey
| Candidats   | Candidats                 | Partis      | Partis      | Premier tour | Premier tour | Second tour | Second tour |
| Candidats   | Candidats                 | Partis      | Partis      | Voix         | %            | Voix        | %           |
| ----------- | ------------------------- | ----------- | ----------- | ------------ | ------------ | ----------- | ----------- |
| 1           | Catherine Gilet           |             | DVD         | 2 132        | 23,13        |             |             |
| 1           | David Mathieu             |             | DVD         | 2 132        | 23,13        |             |             |
| 2           | Jordan Grosse-Cruciani    |             | FN          | 2 963        | 32,14        | 3 444       | 38,49       |
| 2           | Cathy Schneider           |             | FN          | 2 963        | 32,14        | 3 444       | 38,49       |
| 3           | Claude Bourdot            |             | PCF         | 953          | 10,34        |             |             |
| 3           | Sandrine Frizot           |             | PCF         | 953          | 10,34        |             |             |
| 4           | Élisabeth Royer de Massey |             | DLF         | 301          | 3,26         |             |             |
| 4           | Jacques Thiriet           |             | DLF         | 301          | 3,26         |             |             |
| 5           | Raphaëla Canteri          |             | DVD         | 2 870        | 31,13        | 5 503       | 61,51       |
| 5           | Dominique Momon           |             | DVD         | 2 870        | 31,13        | 5 503       | 61,51       |
|             |                           |             |             |              |              |             |             |
| Inscrits    | Inscrits                  | Inscrits    | Inscrits    | 19 535       | 100,00       | 19 535      | 100,00      |
| Abstentions | Abstentions               | Abstentions | Abstentions | 9 854        | 50,44        | 9 848       | 50,41       |
| Votants     | Votants                   | Votants     | Votants     | 9 681        | 49,56        | 9 687       | 49,59       |
| Blancs      | Blancs                    | Blancs      | Blancs      | 339          | 3,50         | 516         | 5,33        |
| Nuls        | Nuls                      | Nuls        | Nuls        | 123          | 1,27         | 224         | 2,31        |
| Exprimés    | Exprimés                  | Exprimés    | Exprimés    | 9 219        | 95,23        | 8 947       | 92,36       |

### Canton de Mirecourt
| Candidats            | Candidats             | Partis      | Partis      | Premier tour | Premier tour | Second tour | Second tour |
| Candidats            | Candidats             | Partis      | Partis      | Voix         | %            | Voix        | %           |
| -------------------- | --------------------- | ----------- | ----------- | ------------ | ------------ | ----------- | ----------- |
| 1                    | Pierre-Olivier Poyard |             | PCF         | 574          | 7,88         |             |             |
| 1                    | Josiane Wilm          |             | PCF         | 574          | 7,88         |             |             |
| 2                    | Lydie Mathis          |             | FN          | 1 921        | 26,36        | 1 723       | 22,67       |
| 2                    | Alain Urguette        |             | FN          | 1 921        | 26,36        | 1 723       | 22,67       |
| 3                    | Nathalie Babouhot     |             | UMP         | 2 626        | 36,04        | 3 172       | 41,73       |
| 3                    | Guy Sauvage           |             | UMP         | 2 626        | 36,04        | 3 172       | 41,73       |
| 4                    | Hélène Colin          |             | PS          | 2 166        | 29,72        | 2 706       | 35,60       |
| 4                    | Patrice Jamis*        |             | PS          | 2 166        | 29,72        | 2 706       | 35,60       |
|                      |                       |             |             |              |              |             |             |
| Inscrits             | Inscrits              | Inscrits    | Inscrits    | 13 091       | 100,00       | 13 101      | 100,00      |
| Abstentions          | Abstentions           | Abstentions | Abstentions | 5 417        | 41,38        | 5 181       | 39,55       |
| Votants              | Votants               | Votants     | Votants     | 7 674        | 58,62        | 7 920       | 60,45       |
| Blancs               | Blancs                | Blancs      | Blancs      | 241          | 3,14         | 210         | 2,65        |
| Nuls                 | Nuls                  | Nuls        | Nuls        | 146          | 1,90         | 109         | 1,38        |
| Exprimés             | Exprimés              | Exprimés    | Exprimés    | 7 287        | 94,96        | 7 601       | 95,97       |
| * conseiller sortant |                       |             |             |              |              |             |             |

### Canton de Neufchâteau
| Candidats            | Candidats         | Partis      | Partis      | Premier tour | Premier tour | Second tour | Second tour |
| Candidats            | Candidats         | Partis      | Partis      | Voix         | %            | Voix        | %           |
| -------------------- | ----------------- | ----------- | ----------- | ------------ | ------------ | ----------- | ----------- |
| 1                    | Florence Lamaze   |             | PS          | 1 601        | 22,01        |             |             |
| 1                    | Claude Thiery     |             | PS          | 1 601        | 22,01        |             |             |
| 2                    | Dominique Humbert |             | DVD         | 3 604        | 49,54        | 4 610       | 68,46       |
| 2                    | Simon Leclerc*    |             | DVD         | 3 604        | 49,54        | 4 610       | 68,46       |
| 3                    | Myriam Gilles     |             | FN          | 2 070        | 28,45        | 2 124       | 31,54       |
| 3                    | Lionel Maton      |             | FN          | 2 070        | 28,45        | 2 124       | 31,54       |
|                      |                   |             |             |              |              |             |             |
| Inscrits             | Inscrits          | Inscrits    | Inscrits    | 13 814       | 100,00       | 13 813      | 100,00      |
| Abstentions          | Abstentions       | Abstentions | Abstentions | 6 182        | 44,75        | 6 399       | 46,33       |
| Votants              | Votants           | Votants     | Votants     | 7 632        | 55,25        | 7 414       | 53,67       |
| Blancs               | Blancs            | Blancs      | Blancs      | 239          | 3,13         | 434         | 5,85        |
| Nuls                 | Nuls              | Nuls        | Nuls        | 118          | 1,55         | 246         | 3,32        |
| Exprimés             | Exprimés          | Exprimés    | Exprimés    | 7 275        | 95,32        | 6 734       | 90,83       |
| * conseiller sortant |                   |             |             |              |              |             |             |

### Canton de Raon-l'Étape
| Candidats   | Candidats            | Partis      | Partis      | Premier tour | Premier tour | Second tour | Second tour |
| Candidats   | Candidats            | Partis      | Partis      | Voix         | %            | Voix        | %           |
| ----------- | -------------------- | ----------- | ----------- | ------------ | ------------ | ----------- | ----------- |
| 1           | Sandra Blaise        |             | PCF         | 687          | 7,90         |             |             |
| 1           | Jean-Jacques Richard |             | PCF         | 687          | 7,90         |             |             |
| 2           | Sabrina Romary       |             | FN          | 3 348        | 38,52        | 4 081       | 47,74       |
| 2           | Dominique Thomas     |             | FN          | 3 348        | 38,52        | 4 081       | 47,74       |
| 3           | Christian Fegli      |             | DVD         | 2 099        | 24,15        |             |             |
| 3           | Céline Lainte        |             | DVD         | 2 099        | 24,15        |             |             |
| 4           | Benoît Pierrat       |             | DVG         | 2 557        | 29,42        | 4 467       | 52,26       |
| 4           | Roseline Pierrel     |             | DVG         | 2 557        | 29,42        | 4 467       | 52,26       |
|             |                      |             |             |              |              |             |             |
| Inscrits    | Inscrits             | Inscrits    | Inscrits    | 18 718       | 100,00       | 18 717      | 100,00      |
| Abstentions | Abstentions          | Abstentions | Abstentions | 9 490        | 50,70        | 9 166       | 48,97       |
| Votants     | Votants              | Votants     | Votants     | 9 228        | 49,30        | 9 551       | 51,03       |
| Blancs      | Blancs               | Blancs      | Blancs      | 382          | 4,14         | 723         | 7,57        |
| Nuls        | Nuls                 | Nuls        | Nuls        | 155          | 1,68         | 280         | 2,93        |
| Exprimés    | Exprimés             | Exprimés    | Exprimés    | 8 691        | 94,18        | 8 548       | 89,50       |

### Canton de Remiremont
| Candidats   | Candidats              | Partis      | Partis      | Premier tour | Premier tour | Second tour | Second tour |
| Candidats   | Candidats              | Partis      | Partis      | Voix         | %            | Voix        | %           |
| ----------- | ---------------------- | ----------- | ----------- | ------------ | ------------ | ----------- | ----------- |
| 1           | Valérie Jankowski      |             | UMP         | 2 806        | 30,66        | 5 644       | 67,14       |
| 1           | François Vannson       |             | UMP         | 2 806        | 30,66        | 5 644       | 67,14       |
| 2           | Marie-Monique Duquesne |             | FN          | 2 299        | 25,12        | 2 762       | 32,86       |
| 2           | Claude Houillon        |             | FN          | 2 299        | 25,12        | 2 762       | 32,86       |
| 3           | Marcelle André         |             | UDI         | 1 185        | 12,95        |             |             |
| 3           | Jean Hingray           |             | UDI         | 1 185        | 12,95        |             |             |
| 4           | Michel Demange         |             | DVD         | 1 510        | 16,50        |             |             |
| 4           | Françoise Gérard       |             | DVD         | 1 510        | 16,50        |             |             |
| 5           | Hugues Laine           |             | DVG         | 1 353        | 14,78        |             |             |
| 5           | Lise Schneider         |             | DVG         | 1 353        | 14,78        |             |             |
|             |                        |             |             |              |              |             |             |
| Inscrits    | Inscrits               | Inscrits    | Inscrits    | 18 769       | 100,00       | 18 768      | 100,00      |
| Abstentions | Abstentions            | Abstentions | Abstentions | 9 168        | 48,85        | 9 410       | 50,14       |
| Votants     | Votants                | Votants     | Votants     | 9 601        | 51,15        | 9 358       | 49,86       |
| Blancs      | Blancs                 | Blancs      | Blancs      | 338          | 3,52         | 706         | 7,54        |
| Nuls        | Nuls                   | Nuls        | Nuls        | 110          | 1,15         | 246         | 2,63        |
| Exprimés    | Exprimés               | Exprimés    | Exprimés    | 9 153        | 95,33        | 8 406       | 89,83       |

### Canton de Saint-Dié-des-Vosges-1
| Candidats            | Candidats           | Partis      | Partis      | Premier tour | Premier tour | Second tour | Second tour |
| Candidats            | Candidats           | Partis      | Partis      | Voix         | %            | Voix        | %           |
| -------------------- | ------------------- | ----------- | ----------- | ------------ | ------------ | ----------- | ----------- |
| 1                    | Aurélie Marchal     |             | UPR         | 168          | 2,04         |             |             |
| 1                    | David Wentzel       |             | UPR         | 168          | 2,04         |             |             |
| 2                    | Martine Gimmillaro* |             | DVD         | 3 664        | 44,56        | 5 222       | 64,62       |
| 2                    | William Mathis*     |             | DVD         | 3 664        | 44,56        | 5 222       | 64,62       |
| 3                    | Alain Dumet         |             | FN          | 2 673        | 32,51        | 2 859       | 35,38       |
| 3                    | Françoise Hennequin |             | FN          | 2 673        | 32,51        | 2 859       | 35,38       |
| 4                    | Guillaume Cervantes |             | PS          | 1 312        | 15,96        |             |             |
| 4                    | Danièle Gougenheim  |             | PS          | 1 312        | 15,96        |             |             |
| 5                    | Lucien Fritz        |             | PCF         | 406          | 4,94         |             |             |
| 5                    | Françoise George    |             | PCF         | 406          | 4,94         |             |             |
|                      |                     |             |             |              |              |             |             |
| Inscrits             | Inscrits            | Inscrits    | Inscrits    | 18 336       | 100,00       | 18 336      | 100,00      |
| Abstentions          | Abstentions         | Abstentions | Abstentions | 9 711        | 52,96        | 9 565       | 52,17       |
| Votants              | Votants             | Votants     | Votants     | 8 625        | 47,04        | 8 771       | 47,83       |
| Blancs               | Blancs              | Blancs      | Blancs      | 252          | 2,92         | 438         | 4,99        |
| Nuls                 | Nuls                | Nuls        | Nuls        | 150          | 1,74         | 252         | 2,87        |
| Exprimés             | Exprimés            | Exprimés    | Exprimés    | 8 223        | 95,34        | 8 081       | 92,13       |
| * conseiller sortant |                     |             |             |              |              |             |             |

### Canton de Saint-Dié-des-Vosges-2
| Candidats            | Candidats           | Partis      | Partis      | Premier tour | Premier tour | Second tour | Second tour |
| Candidats            | Candidats           | Partis      | Partis      | Voix         | %            | Voix        | %           |
| -------------------- | ------------------- | ----------- | ----------- | ------------ | ------------ | ----------- | ----------- |
| 1                    | Pascal Andreoletti  |             | PCF         | 390          | 4,22         |             |             |
| 1                    | Pascale Brallet     |             | PCF         | 390          | 4,22         |             |             |
| 2                    | Roland Bedel*       |             | DVD         | 4 005        | 43,31        | 5 782       | 66,06       |
| 2                    | Caroline Privat     |             | DVD         | 4 005        | 43,31        | 5 782       | 66,06       |
| 3                    | Nathalie Tomasi     |             | FN          | 2 817        | 30,46        | 2 971       | 33,94       |
| 3                    | Sébastien Tomaso    |             | FN          | 2 817        | 30,46        | 2 971       | 33,94       |
| 4                    | Jean-Marie Lalandre |             | PS          | 2 035        | 22,01        |             |             |
| 4                    | Christine Urbes     |             | PS          | 2 035        | 22,01        |             |             |
|                      |                     |             |             |              |              |             |             |
| Inscrits             | Inscrits            | Inscrits    | Inscrits    | 18 338       | 100,00       | 18 338      | 100,00      |
| Abstentions          | Abstentions         | Abstentions | Abstentions | 8 577        | 46,77        | 8 644       | 47,14       |
| Votants              | Votants             | Votants     | Votants     | 9 761        | 53,23        | 9 694       | 52,86       |
| Blancs               | Blancs              | Blancs      | Blancs      | 337          | 3,45         | 618         | 6,38        |
| Nuls                 | Nuls                | Nuls        | Nuls        | 177          | 1,81         | 323         | 3,33        |
| Exprimés             | Exprimés            | Exprimés    | Exprimés    | 9 247        | 94,73        | 8 753       | 90,29       |
| * conseiller sortant |                     |             |             |              |              |             |             |

### Canton du Thillot
| Candidats            | Candidats          | Partis      | Partis      | Premier tour | Premier tour |
| Candidats            | Candidats          | Partis      | Partis      | Voix         | %            |
| -------------------- | ------------------ | ----------- | ----------- | ------------ | ------------ |
| 1                    | Francis Couval     |             | DVD         | 1 043        | 14,68        |
| 1                    | Odile Marchal      |             | DVD         | 1 043        | 14,68        |
| 2                    | Garance Cwiklinski |             | FN          | 2 152        | 30,29        |
| 2                    | Christophe Judas   |             | FN          | 2 152        | 30,29        |
| 3                    | Catherine Louis    |             | DVD         | 3 909        | 55,03        |
| 3                    | Dominique Peduzzi* |             | DVD         | 3 909        | 55,03        |
|                      |                    |             |             |              |              |
| Inscrits             | Inscrits           | Inscrits    | Inscrits    | 14 193       | 100,00       |
| Abstentions          | Abstentions        | Abstentions | Abstentions | 6 489        | 45,72        |
| Votants              | Votants            | Votants     | Votants     | 7 704        | 54,28        |
| Blancs               | Blancs             | Blancs      | Blancs      | 423          | 5,49         |
| Nuls                 | Nuls               | Nuls        | Nuls        | 177          | 2,30         |
| Exprimés             | Exprimés           | Exprimés    | Exprimés    | 7 104        | 92,21        |
| * conseiller sortant |                    |             |             |              |              |

### Canton du Val-d'Ajol
| Candidats            | Candidats         | Partis      | Partis      | Premier tour | Premier tour |
| Candidats            | Candidats         | Partis      | Partis      | Voix         | %            |
| -------------------- | ----------------- | ----------- | ----------- | ------------ | ------------ |
| 1                    | Karine Gantois    |             | FN          | 3 062        | 36,64        |
| 1                    | Sébastien Humbert |             | FN          | 3 062        | 36,64        |
| 2                    | Philippe Faivre*  |             | DVD         | 5 296        | 63,36        |
| 2                    | Véronique Marcot  |             | DVD         | 5 296        | 63,36        |
|                      |                   |             |             |              |              |
| Inscrits             | Inscrits          | Inscrits    | Inscrits    | 16 685       | 100,00       |
| Abstentions          | Abstentions       | Abstentions | Abstentions | 7 359        | 44,11        |
| Votants              | Votants           | Votants     | Votants     | 9 326        | 55,89        |
| Blancs               | Blancs            | Blancs      | Blancs      | 647          | 6,94         |
| Nuls                 | Nuls              | Nuls        | Nuls        | 321          | 3,44         |
| Exprimés             | Exprimés          | Exprimés    | Exprimés    | 8 358        | 89,62        |
| * conseiller sortant |                   |             |             |              |              |

### Canton de Vittel
| Candidats            | Candidats         | Partis      | Partis      | Premier tour | Premier tour | Second tour | Second tour |
| Candidats            | Candidats         | Partis      | Partis      | Voix         | %            | Voix        | %           |
| -------------------- | ----------------- | ----------- | ----------- | ------------ | ------------ | ----------- | ----------- |
| 1                    | Sébastien Bredard |             | FN          | 2 090        | 28,34        | 2 355       | 33,39       |
| 1                    | Jacqueline Coudié |             | FN          | 2 090        | 28,34        | 2 355       | 33,39       |
| 2                    | Christelle Benoît |             | DVD         | 1 232        | 16,70        |             |             |
| 2                    | Daniel Voilquin   |             | DVD         | 1 232        | 16,70        |             |             |
| 3                    | Fabrice Georgin   |             | PS          | 1 004        | 13,61        |             |             |
| 3                    | Françoise Pigenel |             | PS          | 1 004        | 13,61        |             |             |
| 4                    | Luc Gerecke*      |             | UDI         | 3 050        | 41,35        | 4 697       | 66,61       |
| 4                    | Claudie Pruvost   |             | DVD         | 3 050        | 41,35        | 4 697       | 66,61       |
|                      |                   |             |             |              |              |             |             |
| Inscrits             | Inscrits          | Inscrits    | Inscrits    | 14 685       | 100,00       | 14 685      | 100,00      |
| Abstentions          | Abstentions       | Abstentions | Abstentions | 6 812        | 46,39        | 6 886       | 46,89       |
| Votants              | Votants           | Votants     | Votants     | 7 873        | 53,61        | 7 799       | 53,11       |
| Blancs               | Blancs            | Blancs      | Blancs      | 301          | 3,82         | 460         | 5,90        |
| Nuls                 | Nuls              | Nuls        | Nuls        | 196          | 2,49         | 287         | 3,68        |
| Exprimés             | Exprimés          | Exprimés    | Exprimés    | 7 376        | 93,69        | 7 052       | 90,42       |
| * conseiller sortant |                   |             |             |              |              |             |             |